# FK Lwów-2
FK Lwów-2 (ukr. Футбольний клуб «Львів-2», Futbolnyj Kłub "Lwiw-2") – ukraiński klub piłkarski z siedzibą we Lwowie. Jest drugim zespołem klubu FK Lwów. Założony w 2008 roku.
Występuje w rozgrywkach ukraińskiej Drugiej Lihi. 

## Historia
Chronologia nazw:
- 2008—2009: FK Lwów U-21 (ukr. ФК «Львів» U-21)
- 2009—...: FK Lwów-2 (ukr. ФК «Львів-2»)

Klub FK Lwów U-21 we Lwowie został założony latem 2008 roku, kiedy w sezonie 2008/09 pierwsza drużyna FK Lwów awansowała do Premier Lihi. Druga drużyna uczestniczyła w młodzieżowych Mistrzostwach Ukrainy. Po spadku FK Lwów do Pierwszej Lihi, automatycznie druga drużyna okazała się w niższej Drugiej Lidze. Latem 2009 klub zmienił nazwę na FK Lwów-2 i otrzymał status klubu profesjonalnego.